# Крешимир Ковачевич
Крешимир Ковачевич (хорв. Krešimir Kovačević; 16 вересня 1913, Загреб — 6 березня 1992) — хорватський музикознавець і музичний критик. 
У 1939 році у Загребі закінчив Музичну академію (по класу композиції), історію музики вивчав на філософському факультеті Лейпцизького університету, де захистив докторську дисертацію. У 1936—39 роках — корепетитор опери у Загребі та Белграді, у 1940—50 роках — викладач у Осієку і Дубровнику. Виступав як хормейстер і диригент. З 1950 — професор Музичної академії у Загребі. З 1957 року — музичний критик газети «Борба». З 1969 року — головний редактор 2-го видання югославської «Музичної енциклопедії». Основні роботи Ковачевича присвячені хорватській музиці.
Твори
- Beethoven. Simfonije i uvertire, Zagreb, 1958;
- Hrvatski kompozitori i njihova djela, Zagreb, 1960;
- Muzicko stvaralastvo u Hrvatskoj 1945—1965, Zagreb, 1966 (Udruzenje kompozitora Hrvatske);
- Hrvatski muzikolog Yosip Andreis, «Arti Musices Ш», Zagreb, 1972.